# Boston Marathon 1997
De Boston Marathon 1997 werd gelopen op maandag 21 april 1997. Het was de 101e editie van de Boston Marathon. De Keniaan Lameck Aguta kwam als eerste over de streep in 2:10.34. De Ethiopische Fatuma Roba won bij de vrouwen in 2:26.23.

## Uitslagen
| rang   | naam             | land | tijd    |
| ------ | ---------------- | ---- | ------- |
| Goud   | Lameck Aguta     | KEN  | 2:10.34 |
| Zilver | Joseph Kamau     | KEN  | 2:10.46 |
| Brons  | Dionicio Cerón   | MEX  | 2:10.59 |
| 4      | Germán Silva     | MEX  | 2:11.21 |
| 5      | Moses Tanui      | KEN  | 2:11.38 |
| 6      | Gilbert Rutto    | KEN  | 2:12.30 |
| 7      | Jimmy Muindi     | KEN  | 2:12.49 |
| 8      | Andre Luis Ramos | BRA  | 2:13.10 |
| 9      | Jose Luis Molina | CRC  | 2:13.24 |
| 10     | Tesfaye Bekele   | ETH  | 2:14.02 |

### Vrouwen
| rang   | naam             | land | tijd    |
| ------ | ---------------- | ---- | ------- |
| Goud   | Fatuma Roba      | ETH  | 2:26.23 |
| Zilver | Elana Meyer      | RSA  | 2:27.09 |
| Brons  | Colleen De Reuck | RSA  | 2:28.03 |
| 4      | Uta Pippig       | GER  | 2:28.51 |
| 5      | Derartu Tulu     | ETH  | 2:30.28 |
| 6      | Junko Asari      | JPN  | 2:31.12 |
| 7      | Alla Zhilyayeva  | RUS  | 2:31.55 |
| 8      | Sonia Maccioni   | ITA  | 2:31.59 |
| 9      | Kim Jones        | USA  | 2:32.52 |
| 10     | Debbi Kilpatrick | USA  | 2:36.04 |

1897 ·
1898 ·
1899 ·
1900 ·
1901 ·
1902 ·
1903 ·
1904 ·
1905 ·
1906 ·
1907 ·
1908 ·
1909 ·
1910 ·
1911 ·
1912 ·
1913 ·
1914 ·
1915 ·
1916 ·
1917 ·
1918 ·
1919 ·
1920 ·
1921 ·
1922 ·
1923 ·
1924 ·
1925 ·
1926 ·
1927 ·
1928 ·
1929 ·
1930 ·
1931 ·
1932 ·
1933 ·
1934 ·
1935 ·
1936 ·
1937 ·
1938 ·
1939 ·
1940 ·
1941 ·
1942 ·
1943 ·
1944 ·
1945 ·
1946 ·
1947 ·
1948 ·
1949 ·
1950 ·
1951 ·
1952 ·
1953 ·
1954 ·
1955 ·
1956 ·
1957 ·
1958 ·
1959 ·
1960 ·
1961 ·
1962 ·
1963 ·
1964 ·
1965 ·
1966 ·
1967 ·
1968 ·
1969 ·
1970 ·
1971 ·
1972 ·
1973 ·
1974 ·
1975 ·
1976 ·
1977 ·
1978 ·
1979 ·
1980 ·
1981 ·
1982 ·
1983 ·
1984 ·
1985 ·
1986 ·
1987 ·
1988 ·
1989 ·
1990 ·
1991 ·
1992 ·
1993 ·
1994 ·
1995 ·
1996 ·
1997 ·
1998 ·
1999 ·
2000 ·
2001 ·
2002 ·
2003 ·
2004 ·
2005 ·
2006 ·
2007 ·
2008 ·
2009 ·
2010 ·
2011 ·
2012 ·
2013 ·
2014 ·
2015 ·
2016 ·
2017 ·
2018 ·
2019 ·
2020 ·
2021 ·
2022